# Dinera chaoi
Dinera chaoi är en tvåvingeart som beskrevs av Zhang, Wang och Liu 2006. Dinera chaoi ingår i släktet Dinera och familjen parasitflugor. Inga underarter finns listade i Catalogue of Life.